# Scaevola globosa
Scaevola globosa är en tvåhjärtbladig växtart som först beskrevs av Carolin, och fick sitt nu gällande namn av R. Carolin. Scaevola globosa ingår i släktet Scaevola och familjen Goodeniaceae. Inga underarter finns listade i Catalogue of Life.